# أثر الرياضة على العلاقات العربية البينية
كان للرياضة أثرٌ على العلاقات بين الدول العربية بشكلٍ إيجابي في مُعظم الأوقات، وسلبيًا في حالاتٍٍ قليلة مثل مباراة مصر والجزائر الشهيرة في أم درمان عام 2009.

## تشجيع العرب للجزائر في كأس الأمم الإفريقية 2019
شهدت كأس الأمم الأفريقية 2019 منعطفات ايجابية مهمة على صعيد العلاقات العربية البينية. على سبيل المثال، وضعت هذه البطولة حدا للتوتر الرياضي بين مصر والجزائر الذي كان قد وصل ذروته بعيد مباراة منتخبي البلدين في أم درمان لحسم التأهل إلى نهائيات كأس العالم 2010.

جمهور الجزائر والمغرب يدعم فريق المغرب خلال مباراته ضد منتخب ينين بتاريخ 5 تموز 2019 في كأس الأمم الإفريقية 2019 في مصر.

### مصر والجزائر
بعد خروج المنتخب المصري من البطولة على يد منتخب جنوب إفريقيا، اتجه المصريون إلى تشجيع منتخب الجزائر. بلغ التشجيع ذروته في المباراة النهائية التي جمعت الجزائر مع السنغال. ساهم هذا التشجيع في طي صفحة الخلافات الرياضية الماضية وفي تحسين أجواء الأخوة بين الشعبين. ونقلت بي بي سي عن مواطن مصري يعمل في مجال التأمين قوله:

### المغرب والجزائر
قامت الجماهير الجزائرية والمغربية بتبادل تشجيع المنتخبين خلال مبارياتهما في بطولة كأس الأمم الأفريقية 2019. رفع البلدان شعار «خاوة خاوة... محرز مغربي وبنعطية جزائري» (أو اختصارا خاوة خاوة) الذي يعبر عن الأخوة بين الشعبين على مواقع التواصل الاجتماعي لتبادل التشجيع. اختير اللاعبان نظرا إلى علاقات النسب والمصاهرة التي تربط بين شعبي البلدين، حيث أن والدة المهدي بنعطية جزائرية، بينما جدة رياض محرز لجهة أمه مغربية.
تصدر هاشتاغ هذا الشعار مواقع التواصل الاجتماعي، وبعد خروج المغرب رفع الشعب المغربي شعار «أنا مغربي إذن أنا جزائري»  توج تحسن العلاقات بين البلدين ببرقية تهنئة بالفوز من الملك محمد السادس إلى رئيس الجزائر المؤقت عبد القادر بن صالح.
تجاوزت الاحتفالات وتأثير الفوز بالبطولة المجاملات الدبلوماسية والمشاعر الشعبية إلى احتفالات عارمة لشعبي البلدين على الحدود المغلقة شهدت اختراق مشجعين للسياج الحدودي بين البلدين والمطالبة بفتح الحدود المغلقة بين البلدين منذ عام 1994.

### تشجيع الجماهير العربية للجزائر
شجع الجمهور العربي منتخب الجزائر خلال مباريات بطولة كأس الأمم الإفريقية 2019. وتحت شعار «فوز عربي واحد»، احتفلت الجماهير العربية بفوز الجزائر بالكأس في الشوارع وعلى مواقع التواصل الاجتماعي ووسائل الإعلام.  عرضت وسائل الإعلام فيديوهات تظهر الآلاف من الجماهير يحتفلون في شوارع القاهرة ونواكشوطالدوحة وغزة ومدن الجزائر. إضافة إلى الاحتفالات الشعبية العربية، عبر عدد كبير من الفنانين العرب من مصر ولبنان وسورية والإمارات وتونس والمغرب وغيرها من الأقطار العربية عن فرحتهم بفوز الجزائر، ووجهوا التهاني إلى الشعب الجزائري. عبر أيضا عدد من الزعماء العرب عن فرحتهم بفوز الجزائر مثل محمد بن راشد حاكم دبي والملك محمد السادس وملك السعودية ورئيس فلسطين وإسماعيل هنية القيادي في حركة حماس.

## ملف ترشح المغرب لاستضافة كأس العالم
رغم الخلافات السياسية بخصوص موضوع الصحراء الغربية والحدود المغلقة، دعمت الجزائر ملف ترشيح المغرب لاستضافة كأس العالم 2026 وصوتت لصالحها في الانتخابات. ومن اللافت للنظر أن المغرب اختار اللاعب الجزائري الشهير الأخضر بلومي سفيرا للملف المغربي.

## العرب والقضية الفلسطينية
تستمر الجماهير العربية بإظهار دعمها العاطفي المتوقد للقضية الفلسطينية. من أبرز الحالات الحديثة تأليف وغناء جمهور نادي الرجاء البيضاوي لأغنية رجاوي فلسطيني في عدة مناسبات أبرزها يوم الأرض في 30 آذار 2019. إضافة إلى الغناء، رسم الجمهور أيضاً تيفوهات وأعلامًا وكتب شعار الثورة الفلسطينية (حتى النصر) ورسم صورة حنظلة (أيقونة رسام الكاريكاتير الراحل ناجي العلي المعبرة عن الشعب العربي الفلسطيني) خلال مباراة الفريق مع ضيفه نادي هلال القدس على هامش ذهاب ثُمن نهائي بطولة دوري أبطال العرب في أيلول 2019.

شهدت العديد من المباريات التي شاركت فيها فرق عربية هتافات مؤيدة للقضية الفلسطينية ورفعا لأعلام فلسطين. من هذه الحالات رفع جمهور نادي الترجي التونسي أعلام فلسطين خلال مباراة فريقهم ضد نادي الزمالك. رفعت الجماهير التونسية علم فلسطين في مباراة ضد منتخب إنكلترا خلال كأس العالم 2018 في روسيا وكذا فعلت الجماهير الموريتانية في مباراة ضد إفريقيا الوسطى في عام 2019.

جمهور فريق نهضة بركان المغربي يرفع علم فلسطين خلال مباراة الفريق ضد فريق زاناكو بتاريخ 2 شباط 2020 ضمن بطولة كأس الاتحاد الإفريقي 2020 في بركان.

## دوري أبطال إفريقيا
في نيسان 2022، شهدت مدارج ملعب محمد الخامس في الدار البيضاء مباراة فريق الرجاء البيضاوي مع فريق وفاق سطيف ضمن مباريات مرحلة المحموعات في دوري أبطال إفريقيا. خلال عدة فترات من المباراة، هتفت الجماهير المغربية مرحبة بالفريق الجزائري وتذكيرا بالأخوة بين الشعبين. انتشرت مقاطع فيديو على مواقع التواصل الاجتماعي، تظهر جماهير الرجاء التي بلغت سبعين ألفًا وهي تهتف بصوت واحد «مغربي جزائري دمنا عربي» و«خاوة خاوة مشي عداوة».

## دورة ألعاب المتوسط التاسعة عشرة في وهران
شهدت دورة ألعاب البحر الأبيض المتوسط 2022 في وهران عدة مناسبات عبرت عن الروح الأخوية بين شعبي الجزائر والمغرب رغم العلاقات المتوترة بين السياسيين. كان أول حدث هو الاستقبال الحافل الذي حظيت به بعثة المغرب لدى وصولها إلى مطار وهران حيث قابلها المتقبلون بشعارات مثل «حنا والمغاربة خاوة خاوة».
رد الوفد المغربي على الاستقبال والترحيب برفع علم الجزائر وأعرب بعض أعضاء الوفد عن شعورهم أنهم في بلدهم الثاني.
وفي سياق المنافسات، طاف الرياضيان المغربيان سفيان بوقنطار ومحمد فارس بالعلم الجزائري بعد فوزهما بميداليتين في سباق 5000 عدو وهو ما جعل الجماهير الجزائرية تنهض من مكانها وتصفق للثنائي المغربي.

## كأس العالم فيفا قطر 2022
عديدة كانت اللقطات التي أظهرت التلاحم العربي خلال كأس العالم.

### التضامن مع قطر
تضامن الجمهور العربي على منصات التواصل الاجتماعي وقادة ومسؤولون مع قطر في وجه الانتقادات الغربية التي استهدفتها.

### تشجيع المنتخبات العربية
شهدت البطولة تعاضدا من الجمهور العربي لمساندة المنتخبات العربية الأربعة المشاركة في البطولة. شهدت مختلف المباريات للفرق العربية حضورا جماهيريا من أقطار عربية مختلفة لمساندة الفرق العربية، حيث رفعت رايات عربية مختلفة رغم الخلافات السياسية بين بعضها. وفي لقاءات صحفية كثيرة أعرب مشجعون عرب من أقطار مختلفة عن افتخارهم واعتزازهم بمنتخب المغرب الذي تأهل متصدرا مجموعته.

### الجمهور الجزائري يشجع المغرب
أظهرت صور نشرت على وسائل التواصل الاجتماعي الجمهور الجزائري في الملعب يشجع المغرب خلال مباراته أمام بلجيكا في ثاني مباريات الدور الأول للبطولة. وبعد فوز المغرب بالمباراة، احتفلت الجماهير الجزائرية والمغربية معا في الدوحة
وفي سوق واقف رفعت في الاحتفالات أعلام كثير من الأقطار العربية.

ورغم التجاهل الإعلامي الرسمي لإنجاز المغرب، نزل جزائريون إلى شوارع العاصمة الجزائر ابتهاجا بانتصار المغرب على كندا والتأهل للدور الثاني من البطولة، وعند نقطة الحدود المشتركة المغلقة قرب السعيدية ومرسى بن مهيدي تجمع جزائريون ومغاربة، وأظهرت الفيديوهات الجمهور الجزائري ينشد "خاوة خاوة" و"فلسطين حرة" ومتقدمين بعبارات التهنئة لأشقائهم المغاربة.
امتدت الاحتفالات إلى شوراع المدن الأوروبية أيضًا. على سبيل المثال، شهدت جادة الشانزليزيه في باريس ومدن فرنسية أخرى تجمعات احتفالية صاخبة وحاشدة رفعت فيها أعلام المغرب والجزائر.